# Észak-Oszét autonóm terület
Az Észak-Oszét autonóm terület közigazgatási-területi egység volt az Oroszországi Szovjet Szövetségi Szocialista Köztársaság területén belül 1924 és 1936 között.
A közigazgatási székhelye Vlagyikavkaz volt.

## Története
Az Észak-Oszét autonóm területet 1924. július 7-én hozták létre. A központja Vlagyikavkaz volt, ami ugyan nem volt része a területnek, önálló város volt, s egyben az Ingus autonóm terület székhelye is.
1924. október 16-án a területet az Észak-kaukázusi határterület igazgatása alá vonták.
1934. január 15-én, az Ingus autonóm terület és a Csecsen autonóm terület egyesülése után a Csecsen-Ingus autonóm terület Groznij városa lett a székhely, míg Észak-Oszétiának megmaradt Vlagyikavkaz.
1936. december 5-én, a sztálinista alkotmány elfogadásakor az állam hivatalos elnevezése Észak-Oszét Autonóm Szovjet Szocialista Köztársasággá módosult.

## Közigazgatása
1931. október 1-jén az alábbi járások tartoztak az autonóm területhez:
1. Alagiro-Ardon
2. Dzsaudzsikauszki
3. Digorszki
4. Tulatovo
5. Prieteceny

## Népesség
Az 1926-os szovjet népszámlálás eredményei szerint a lakosság 150 187 fő.
A nemzetiségek összetétele az alábbiak szerint alakult:
| Nemzetiség | Lakosság   | Arányuk |
| ---------- | ---------- | ------- |
| Oszétok    | 128 321 fő | 84,2%   |
| Ukránok    | 10 301 fő  | 6,8%    |
| Oroszok    | 10 063 fő  | 6,6%    |
| Németek    | 1 502 fő   | 1,0%    |

## Fordítás
Ez a szócikk részben vagy egészben  a(z)   Северо-Осетинская автономная область című orosz Wikipédia-szócikk ezen változatának fordításán alapul.  Az eredeti cikk szerkesztőit annak laptörténete sorolja fel. Ez a jelzés csupán a megfogalmazás eredetét és a szerzői jogokat jelzi, nem szolgál a cikkben szereplő információk forrásmegjelöléseként.